# Habib Keïta
Habib Keïta (5 februari 2002) is een Malinees voetballer die in het seizoen 2022/23 door Olympique Lyon wordt uitgeleend aan KV Kortrijk.

## Carrière
Keïta maakte in oktober 2020 de overstap van de Jean-Marc Guillou Academy Bamako naar Olympique Lyon. Lyon betaalde zo'n miljoen euro voor Keïta, die ook kon rekenen op interesse van Red Bull Salzburg. Op 24 oktober 2020 maakte hij zijn officiële debuut in het tweede elftal van de club, dat toen uitkwam in de Championnat National 2: tegen Andrézieux-Bouthéon FC (0-1-verlies) viel hij in de 51e minuut in voor Sofiane Augarreau.
Op 8 mei 2021 maakte hij zijn officiële debuut in het eerste elftal van Lyon: op de 36e competitiespeeldag liet trainer Rudi Garcia hem in de 4-1-zege tegen FC Lorient in de 85e minuut invallen voor Lucas Paquetá. In het seizoen 2021/22 mocht hij in de Ligue 1 driemaal kort invallen: op de 5e competitiespeeldag mocht hij tegen RC Strasbourg (3-1-winst) in de 90e minuut invallen voor Bruno Guimarães, op de 6e speeldag kwam hij in de 86e minuut de geblesseerde Lucas Paquetá aflossen tegen Paris Saint-Germain (2-1-verlies), en op de 23e speeldag loste hij tegen AS Monaco (2-0-verlies) in de blessuretijd de geblesseerde Rayan Cherki af. In de Europa League kreeg hij meer speelminuten: op de tweede speeldag viel hij in de 3-0-zege tegen Brøndby IF in de 83e minuut in voor Rayan Cherki, en op de vijfde en zesde speeldag kreeg hij bij het reeds voor de knock-outfase geplaatste Lyon een basisplaats tegen Brøndby IF (1-3-winst) en Rangers FC (1-1).
In juni 2022 leende Olympique Lyon hem voor een seizoen uit aan de Belgische eersteklasser KV Kortrijk. De Kortrijkzanen bedongen geen aankoopoptie in het huurcontract.